# Des monstres attaquent la ville
Pour plus de détails, voir Fiche technique et Distribution.
Des monstres attaquent la ville (Them!) est un film de science-fiction film américain réalisé par Gordon Douglas et sorti en 1954.

## Synopsis

### Les disparitions dans le désert
En 1954, au Nouveau-Mexique, le shérif Ben Peterson et son adjoint Ed Blackburn sont témoins d'événements et de disparitions inexpliquées dans le désert. Ils retrouvent une petite fille en état de choc, errant près d’Alamogordo. Les deux officiers décident de l'emmener dans une caravane de vacances à proximité, située près d’un avion d’observation de la police. Sur les lieux, ils trouvent des preuves qu’elle était présente lors de l'attaque de la caravane puis de son anéantissement par la suite.
On découvre plus tard que la remorque appartenait à un agent spécial du FBI nommé Ellinson, parti en vacances en compagnie de son épouse, son fils et sa fille. Ainsi, les trois membres de la famille de la petite fille sont tous mystérieusement portés disparus. Dans une ambulance en route vers l'hôpital, la petite fille réagit brièvement à un son aigu pulsatif venant du désert en s’asseyant debout, les yeux grands ouverts, sur la civière, mais personne d’autre ne remarque sa réaction et elle se recouche quand le bruit s’arrête.

### Le magasin de''Gramps''
Dans un magasin général appartenant à un certain "Gramps" Johnson, le shérif Peterson et son coéquipier Blackburn trouvent le cadavre du propriétaire de l'établissement ainsi qu'un mur partiellement démoli. Après un rapide tour d’horizon, Ben Peterson quitte les lieux en laissant son adjoint Blackburn pour sécuriser la scène de crime. Plus tard dans la nuit, Blackburn est alerté par un son étrange et pulsatif venant de l'extérieur. Il dégaine son arme et sort du magasin délabré pour inspecter les alentours. Des coups de feu sont entendus suivis d'un hurlement fracassant, le son devient plus rapide et plus intense et Blackburn finit par disparaître.
Le lendemain, sa dépouille est retrouvée sur les lieux. Le supérieur de Ben Peterson souligne que le propriétaire du magasin Johnson et l'adjoint Blackburn avaient tous les deux ouvert le feu sur leurs agresseurs avant d'être éliminés. Plus étonnant est le rapport du coroner sur la dépouille de Johnson : une quantité importante d’acide formique a été trouvée dans son corps.
Le FBI envoie au Nouveau-Mexique l’agent spécial Robert Graham pour enquêter sur la disparition de la famille Ellison dont le père était aussi agent du FBI.

### Les myrmécologues
Après d'étranges fouilles dans le sable près de la remorque des Ellisons, le ministère de l’Agriculture envoie des myrmécologues sur les lieux : le Dr. Harold Medford et sa fille, le Dr. Pat Medford. De retour au poste de police, Harold Medford expose la fille des Ellinson à des vapeurs d’acide formique qui la libère de son état catatonique. Elle pousse alors de violents hurlements de panique et crie "Eux!". Les soupçons du père Medford sur les mystérieux assaillants sont validés par la réaction de la fille mais il ne révélera pas tout de suite sa théorie.
Plus tard, au camping des Ellinson, les quatre personnages cherchent de potentielles pistes. Soudain, un son aigu et pulsatif retentit à nouveau aux alentours. Les agents Peterson, Graham et Harold Medford cherchent du regard la source des nuissances sonores tandis que le Dr Pat Medford explore les sols à la recherche d'indices. C'est alors qu'une fourmi géante apparait dans le dos du Dr Pat Medford. Cette dernière échappe de peu à être dévorée sur place. Suivant les instructions du vieux Medford, le shérif Ben Peterson et l'agent Robert Graham ouvre le feu sur les antennes de l'insecte, l’aveuglant ainsi. Ils l'achèvent à l’aide d’une mitraillette de Peterson. Une fois le danger écarté, Harold Medford révèle enfin sa théorie au groupe : une colonie de fourmis géantes, mutée par les radiations du premier essai de bombe atomique près d’Alamogordo est responsable de toutes les disparitions de la région.

### Le nid
Le shérif Ben Peterson ainsi que les docteurs Harold et Pat Medford procèdent à des recherches en hélicoptères pour retrouver le nid des fourmis géantes. Harold Medford affirme qu'un nid peut contenir des centaines voire des milliers de fourmis, ce qui déstabilise Peterson. Le nid est rapidement repéré par Pat Medford et les restes des disparus sont retrouvés à proximité des lieux. Après avoir informé les forces américaines de la menace, Harold Medford a un échange houleux avec le général O’Brien. Ce dernier veut bombarder le nid la nuit pour éradiquer toutes les créatures mais le Dr Medford lui préconise d'attendre midi pour intervenir parce que les fourmis craignent la chaleur du jour et ne s'aventurent jamais en dehors du nid en pleine journée.
Le lendemain, les agents Peterson et Graham envoient plusieurs dizaines d'obus de phosphore autour du nid pour empêcher les fourmis de remonter à la surface. Des bombes au cyanure sont alors larguées à l’intérieur pour neutraliser le plus grand nombre de fourmis et les agents Graham, Peterson ainsi que la jeune Dr Medford descendent pour chercher d'éventuels survivants. En explorant lentement les galeries du nid, ils abattent les dernières fourmis qui ont survécu au cyanure avec des lance-flammes. Profondément à l’intérieur, ils trouvent la chambre de la reine qui comporte de nombreux œufs de fourmis prêts à éclore ainsi que des preuves que deux reines fourmis ont éclos et se sont échappées pour établir de nouvelles colonies. Après avoir pris des photos des preuves, le Dr Pat Medford ordonne aux deux agents de brûler les œufs.

### L'enquête
Par la suite, les agents Peterson, Graham ainsi que les Medfords joignent des sections secrètes du gouvernement qui commencent à enquêter sur les rapports d’activités inhabituelles :
- Dans une première affaire, un pilote civil a été interné dans un hôpital psychiatrique du Texas après avoir affirmé avoir été poursuivi par des ovnis en forme de fourmis géantes. Le gouvernement américain ordonne la prolongation de son internement pour étouffer l'affaire et éviter la panique de la population.
- Dans une seconde affaire, la Garde côtière reçoit un rapport qu’une reine fourmi géante a pondu des progénitures au fond d'une cale d’un cargo au large du Pacifique; les fourmis géantes dévorent l’équipage du navire, ne laissant aucun survivant. Le cargo est ensuite coulé par les tirs d’un croiseur de la marine américaine sur ordre du général O'Brien.
- Dans une troisième affaire indiquant un important vol d'une cargaison de plusieurs tonnes de sucre dans une gare de triage de l’ATSF, les agents de la défense Peterson et Graham partent pour Los Angeles. Là-bas, ils interrogent le responsable de la cargaison de sucre au commissariat.
- Dans une quatrième affaire suspecte, le corps mutilé d’un père de famille est retrouvé et ses deux enfants sont tous les deux portés disparus. Le médecin légiste affirme que ce n'est pas une machine qui a pu arracher les bras ainsi que la tête de l'homme. Les agents Graham et Peterson interrogent l'épouse du défunt en salle d'interrogatoire.

En menant l'enquête, Peterson, Graham et Kibbee trouvent des preuves que le père et les deux enfants étaient tous à bord d'un avion modèle dans le canal de drainage de la rivière Los Angeles près de l’hôpital. Ils relient toutes les affaires et soupçonnent le canal de drainage de la ville comme étant le repaire des fourmis.

### La bataille finale
La loi martiale est officiellement déclarée par le président des États-Unis et le maire de la ville de Los Angeles. Tous les citoyens sont prévenus par l'intermédiaire de journaux télévisés et radiophoniques de l'existence de la colonie de fourmis qui pullule dans le système de drainage. Un couvre-feu est instauré dès 18 h sous peine d'interpellation. Les détachements armés de la 40e division d’infanterie de la California Army National Guard et les Marines des États-Unis de la 1re division des Marines au Camp Pendleton sont ainsi déployés dans le vaste système de drainage des eaux pluviales sous la ville pour anéantir la dernière colonie de fourmis. Les agents Peterson et Graham rejoignent les troupes pour participer à l'assaut final tandis que le Dr Harold Medford assiste les équipes de scientifiques présentes sur le terrain en tant que consultant.
Les troupes americaines envahissent les tunnels du système de drainage en Willys MB. Après avoir lentement franchi plusieurs conduits d'aération, l'agent Peterson retrouve les deux garçons disparus, piégés par les fourmis près de leur nid. Il appelle des renforts et met les enfants en sécurité juste avant d’être pris dans les mandibules d'une fourmi géante. Son partenaire Graham arrive avec des renforts et fusille la fourmi mais Peterson meurt de ses blessures. Les fourmis se regroupent pour protéger le nid. Dans une fusillade intense au sein des tunnels, Graham et les soldats américains mitraillent les insectes mais le tunnel principal finit par s’effondrer sous la violence des combats.
L'agent Graham se retrouve coincé par l'éboulement et plusieurs fourmis chargent vers sa direction, bien décidées à le dévorer mais il les retient juste assez longtemps avec sa mitraillette afin que les troupes de l’armée et les Marines viennent lui porter secours. Après son sauvetage, la zone est sécurisée et les équipes de scientifiques guidées par le Dr Harold Medford peuvent rejoindre les lieux. Au plus profond du système de drainage, la reine fourmi et ses nouveau-nés sont découverts et rapidement incinérés avec des lance-flammes, mettant un terme à l'invasion des fourmis. Alors qu'elles brûlent, le Dr. Medford offre une observation philosophique : "Quand l’homme est entré dans l’âge atomique, il a ouvert la porte à un nouveau monde. Ce que nous pourrions trouver dans ce nouveau monde, personne ne peut le prédire".

## Fiche technique
- Titre : Des monstres attaquent la ville
- Titre original : Them!
- Réalisation : Gordon Douglas
- Scénario : Russell S. Hughes et Ted Sherdeman, d'après une histoire de George Worthing Yates
- Photographie : Sidney Hickox
- Montage : Thomas Reilly
- Direction artistique : Stanley Fleischer
- Costumes : Moss Mabry
- Production : David Weisbart
- Société de production : Warner Bros. Pictures
- Musique : Bronislau Kaper
- Pays d'origine :  États-Unis
- Format : Noir et blanc - 1,75:1 - Mono - 35 mm
- Genre : Horreur, science-fiction
- Durée : 94 minutes
- Dates de sortie : 16 juin 1954 (première à New York), 19 juin 1954 (États-Unis), 3 juin 1955 (France)

## Distribution
- James Whitmore : le sergent de police Ben Peterson
- Edmund Gwenn : le docteur Harold Medford
- Joan Weldon : le docteur Patricia Medford
- James Arness : Robert Graham
- Onslow Stevens : le général Robert O'Brien
- Sean McClory : le major Kibbee
- Chris Drake (en) : le soldat Ed Blackburn
- Olin Howlin : Jensen
- Sandy Descher : la petite fille

Acteurs non crédités
- Willis Bouchey : un officiel au meeting
- Ann Doran : la psychiatre pour enfants
- Cliff Ferre : Cliff, du labo de la police
- Dorothy Green : une infirmière
- Charles Meredith
- Jan Merlin : l'opérateur radio du SS Viking
- Leonard Nimoy : Sergent de l'US Air Force

## À noter
- Them! est sorti la même année que le célèbre Godzilla japonais. Les deux films se servent d'un animal (fourmi pour l'un, lézard pour l'autre) comme symbole de la menace nucléaire. Mais cette thématique fut déjà utilisée un an auparavant dans The Beast from 20,000 Fathoms (Le Monstre des temps perdus) d'Eugène Lourié.
- Le tournage s'est déroulé aux studios Warner Bros de Burbank, ainsi qu'à Los Angeles et Palmdale.
- Le réalisateur James Cameron affirma dans une interview du média Kobini de 2019 s'être inspiré de ce film pour écrire l'intrigue du long métrage Aliens de 1986[1].
- Une sortie en 3-D fut pendant un temps envisagée.
- Les fourmis géantes sont construites à leur taille supposée et sont animées par câble.
- À noter une petite apparition (non créditée) de Leonard Nimoy dans le rôle d'un sergent de l'US Air Force.
- Le groupe The Misfits a fait une chanson nommée Them, dont les paroles sont basées sur le film.
- Le jeu-vidéo It Came from the Desert, sorti sur Amiga en 1989, s'inspire ouvertement du film.
- Le jeu-vidéo Fallout 3 comporte une quête secondaire appelée Them ! dans laquelle le joueur est amené à contenir une attaque de fourmis géantes.
- Un remake par le réalisateur Michael Giacchino devrait être publié courant 2024.

## Récompenses et distinctions
- Nommé pour l'Oscar des meilleurs effets visuels en 1955.
- Prix du meilleur montage son, par la Motion Picture Sound Editors en 1955.